# Погост (Ивановская область)
Погост — село в Фурмановском районе Ивановской области, входит в состав Иванковского сельского поселения.

## География
Село расположено на берегу канала Волга — Уводь в 8 км на юго-восток от райцентра Фурманова.

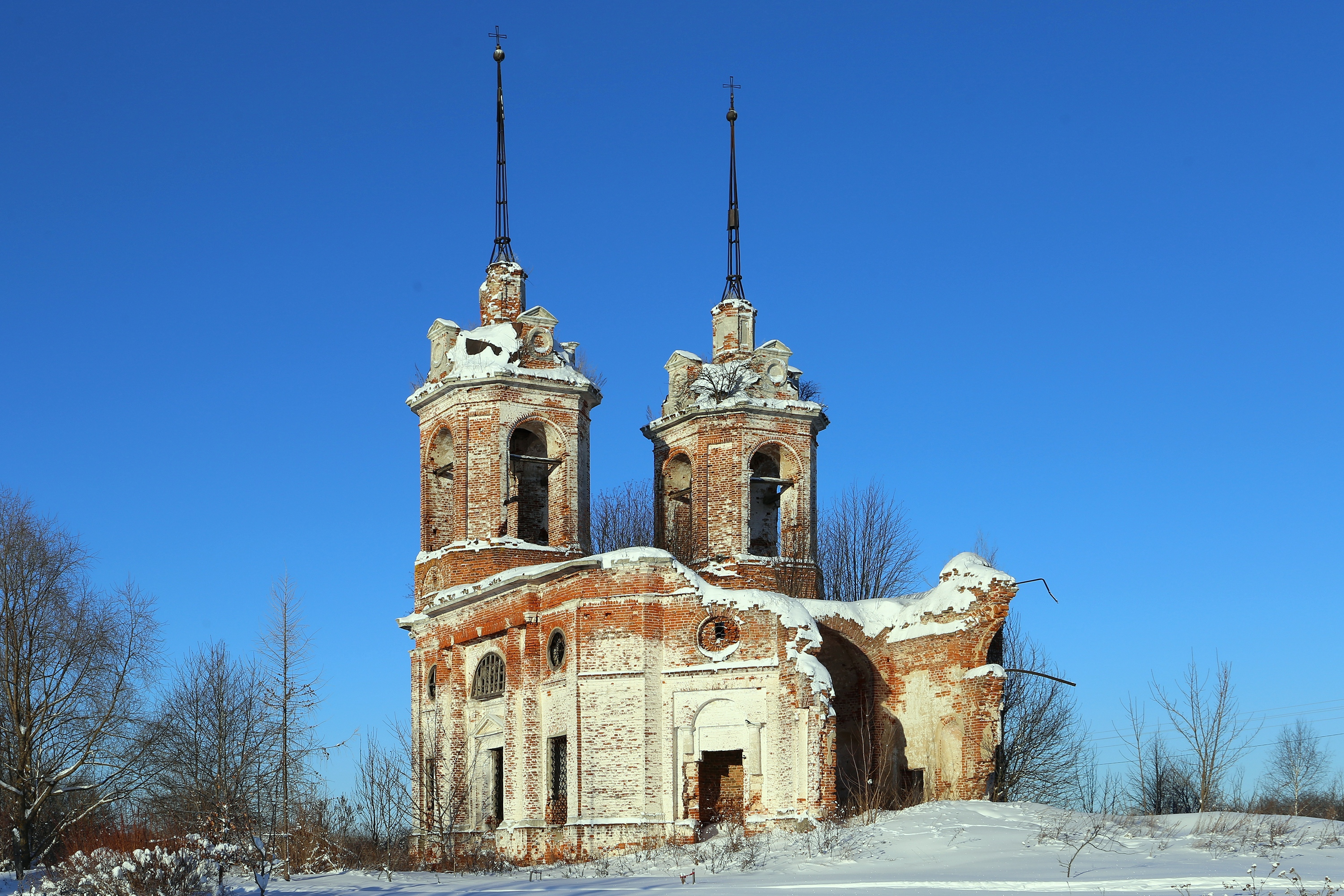
церковь Покрова Пресвятой Богородицы

## История
В XVII веке по административно-территориальному делению село входило в Костромской уезд в волость Шухомаш. По церковно-административному делению приход относился к Плесской десятине. В 1620 году упоминается церковь «Покрова святой Богородицы Угрешской». В 1627-1631 годах «за князь Данилом княж Матвеевым Несвитцким в поместье по ввозной грамоте 1609 года, за приписью дьяка Миколая Новокщенова, что было в поместье за отцом его село Погост Прогрешин на пруде, ... а в селе церковь Покров Пречистые Богородицы да придел Николы чуд. древяна клетцки...». В 1746 году церковь «в селе Погрешине на погосте».
Каменная Покровская церковь в селе с двумя колокольнями была построена в 1820 году на средства г-жи Агрипины Александровны Страховой и прихожан. Престолов было три: в холодной — в честь Покрова Божией Матери, в теплой — правый в честь Рождества Иоанна Предтечи и левый в честь Пророка Илии.
В конце XIX — начале XX века село входило в состав Середской волости Нерехтского уезда Костромской губернии, с 1918 года — в составе Середского уезда Иваново-Вознесенской губернии.
С 1929 года село являлось центром Погостского сельсовета Середского района Ивановской области, с 1976 года — в составе Иванковского сельсовета, с 2005 года — в составе Иванковского сельского поселения.

## Население
| 1872 | 1897 | 1907 | 2002 | 2010 |
| ---- | ---- | ---- | ---- | ---- |
| 180  | ↘142 | ↗194 | ↗243 | ↘225 |

## Достопримечательности
В селе расположена недействующая церковь Покрова Пресвятой Богородицы (1820).